# Pseudolycoriella morenae
Pseudolycoriella morenae är en tvåvingeart som först beskrevs av Gabriel Strobl 1900.  Pseudolycoriella morenae ingår i släktet Pseudolycoriella och familjen sorgmyggor.
Artens utbredningsområde är Spanien. Inga underarter finns listade i Catalogue of Life.